# Abdullah ibn Rawaha
Abdullah ibn Rawaha ibn Tha'labah (arabisch عَبْد ٱللَّٰه ٱبْن رَوَاحَة ٱبْن ثَعْلَبَة, † 629) war ein Gefährte des Islamischen Propheten Muhammed. Er starb während der Schlacht von Mutah.

## Biographie
Abdullah ibn Rawaha gehört dem Stamm Banu Chazradsch an, seine Mutter gehörte dem Stamm Banu al-Harith an. Ibn Rawaha gehörte zu den Wenigen, welche Lesen und Schreiben konnten.
Er war einer der zwölf Vertreter des Ansar, der vor der Hidschrah einen Treueid ablegt und später den Islam nach Medina verbreitet. Er gehörte auch zu den 73, die Mohammed in Medina die Treue schworen.
Er nahm an der Schlacht von Badr, Uhud, Grabenschlacht und Chaibar teil und war auch Zeuge vom Hudaybiyyah Vertrag. In der Schlacht von Mutah war ibn Rawaha einer der Befehlshaber, bis er Märtyrer wurde.